# Прапор Благовєщенська
Прапор міського округу «Місто Благовіщенськ Амурської області Російській Федерації.

## Опис прапора
«Прапор міста Благовіщенська є двостороннім прямокутним полотнищем розміром 120 х 240 см із ставленням ширини до довжини 1:2.
Полотнище прапора вздовж нижньої кромки має смугу зеленого кольору шириною 10 см, тобто в 1/12 ширини. Вище, паралельно до цієї смуги, проходить смуга сріблясто-білого кольору такого ж розміру. Від верхнього придревкового кута прапора розташований рівнобедрений трикутник блакитного кольору з катетами по 100 см, на якому на відстані 20 см від верхнього кута в квадраті 30 × 30 см розташовані містобудівна корона і під нею — три восьмикутних зірок. Уздовж гіпотенузної сторони блакитного трикутника йде смуга сріблясто-білого кольору шириною 10 см. Решта прапора - червоного кольору».